# Clara Direz
Clara Direz (* 5. April 1995 in Sallanches, Haute-Savoie)  ist eine französische Skirennläuferin. Sie gehört aktuell dem B-Kader des französischen Skiverbandes an und ist auf die technischen Disziplinen Riesenslalom und Slalom spezialisiert. 2012 wurde sie Jugend-Olympiasiegerin in ihrer Paradedisziplin Riesenslalom.

## Biografie
Clara Direz stand im Alter von anderthalb Jahren im Beisein ihrer Mutter erstmals auf Skiern. Mit sechs Jahren trat sie dem Club des Sports des Saisies bei und bestritt ihre ersten Wettkämpfe. Sie absolviert Kurse in Physik, Mathematik und Mechanik an der Universität Joseph Fourier in Grenoble und strebt eine Karriere als Flugzeugpilotin an.
Im Alter von 15 Jahren bestritt sie in Val Thorens ihre ersten FIS-Rennen. Kurz darauf ging sie in Limone Piemonte auch im Europacup an den Start und gewann bereits in ihrem zweiten Rennen erste Punkte. Ein Jahr später nahm sie an den Olympischen Jugend-Winterspielen in Innsbruck teil, wo sie zunächst mit den Rängen vier und sechs in Super-G und Super-Kombination nur knapp hinter den Medaillenrängen zurückblieb. Im Riesenslalom gewann sie vor Estelle Alphand und Jasmina Suter die Goldmedaille. Fünfmal (2012 bis 2016) nahm Direz an Juniorenweltmeisterschaften teil, konnte dabei aber nicht an ihren Erfolg bei der Jugendspielen anschließen. Ihr bestes Resultat erzielte sie mit Rang neun gleich bei ihrem ersten Antreten in Roccaraso 2012. In ihrer Paradedisziplin Riesenslalom kam sie über Rang 13 in Hafjell 2015 nicht hinaus.
Am 26. Januar 2013 gab sie noch vor ihrem 18. Geburtstag im Riesenslalom von Maribor ihr Weltcup-Debüt, nachdem sie zuvor mit Spitzenplätzen im Europacup überzeugt hatte. Im selben Jahr holte sie bei den französischen Meisterschaften in Peyragudes erstmals eine Bronzemedaille im Riesenslalom. Der erstmalige Gewinn von Weltcup-Punkten gelang ihr im Dezember 2015 mit Rang 24 im Riesenslalom von Lienz. Auch im nächsten Rennen in Flachau konnte sie mit demselben Ergebnis anschreiben. Ender der Saison 2015/16 musste sie sich bei den nationalen Meisterschaften im Slalom nur Adeline Baud-Mugnier geschlagen geben und errang die Silbermedaille. Im folgenden Winter gewann sie in Kvitfjell ihren ersten Europacup-Riesenslalom, musste die Saison jedoch nach einem Sturz, bei dem sie sich einen Kreuzbandriss sowie einen Einriss des Außenmeniskus im linken Knie zuzog, vorzeitig beenden.
In ihrer Comeback-Saison bestritt Direz sechs Riesenslaloms im Weltcup und konnte sich mit Rang 28 in Lienz einmal in den Punkterängen klassieren. Ein Jahr später schaffte sie es vermehrt zu punkten und qualifizierte sich für die Weltmeisterschaften 2019 in Åre, wo sie im Riesenslalom den achten Rang belegte. Im Dezember 2019 gelang ihr mit Rang sieben im Riesenslalom von Lienz erstmals eine Weltcup-Platzierung unter den besten zehn. Drei Wochen später, am 19. Januar 2020, gewann sie überraschend den Parallelriesenslalom von Sestriere, wo sie sich im Finallauf gegen die ebenfalls überraschende Österreicherin Elisa Mörzinger durchsetzte.
Ende September 2020 erlitt Direz eine Lungenembolie, die sie zu einem Krankenhausaufenthalt und zu einer langen Pause zwang. Zu Jahresbeginn gab sie bekannt, dass sie auf sämtliche Starts in der Saison 2020/21 verzichtet.

## Erfolge

### Olympische Spiele
- Peking 2022: 19. Riesenslalom

### Weltmeisterschaften
- Åre 2019: 8. Riesenslalom
- Méribel 2023: 7. Mannschaftswettbewerb, 15. Parallelrennen, 16. Riesenslalom

### Weltcup
- 6 Platzierungen unter den besten zehn, davon 1 Sieg:

| Datum           | Ort       | Land    | Disziplin            |
| --------------- | --------- | ------- | -------------------- |
| 19. Januar 2020 | Sestriere | Italien | Parallelriesenslalom |

### Weltcupwertungen
| Saison  | Gesamt | Gesamt | Riesenslalom | Riesenslalom | Parallel | Parallel |
| Saison  | Platz  | Punkte | Platz        | Punkte       | Platz    | Punkte   |
| ------- | ------ | ------ | ------------ | ------------ | -------- | -------- |
| 2015/16 | 102.   | 14     | 42.          | 14           | –        | –        |
| 2017/18 | 128.   | 3      | 54.          | 3            | –        | –        |
| 2018/19 | 101.   | 21     | 39.          | 21           | –        | –        |
| 2019/20 | 36.    | 183    | 18.          | 83           | 2.       | 100      |
| 2021/22 | 91.    | 30     | 40.          | 21           | 22.      | 9        |
| 2022/23 | 96.    | 18     | 41.          | 18           | –        | –        |
| 2023/24 | 46.    | 198    | 16.          | 198          | –        | –        |

### Europacup
- Saison 2016/17: 9. Riesenslalomwertung
- 5 Podestplätze, davon 1 Sieg:

| Datum            | Ort       | Land     | Disziplin    |
| ---------------- | --------- | -------- | ------------ |
| 8. Dezember 2016 | Kvitfjell | Norwegen | Riesenslalom |

### Juniorenweltmeisterschaften
- Roccaraso 2012: 9. Super-G, 15. Riesenslalom
- Québec 2013: 19. Super-G, 31. Abfahrt
- Hafjell 2015: 13. Riesenslalom, 22. Slalom

### Weitere Erfolge
- 1 französischer Meistertitel: Parallelrennen 2022
- Gold bei den Olympischen Jugend-Winterspielen 2012 im Riesenslalom
- 2 Podestplätze im South American Cup
- 10 Siege in FIS-Rennen